# Vigeois
 Vigeois  (en occitano Visoas) es una comuna y población de Francia, en la región de Lemosín, departamento de Corrèze, en el distrito de Brive-la-Gaillarde. Es la cabecera y mayor población del cantón de su nombre.
Su población en el censo de 2008 era de 1154 habitantes.
Está integrada en la Communauté de communes des trois A: A20, A89 et Avenir.

## Demografía
| 2835 | 2798 | 2559 | 2333 | 2373 | 2280 | 2018 | 2041 | 1715 | 1682 | 1497 | 1346 | 1340 | 1210 | 1191 | 1154 |
| Para los censos de 1962 a 1999 la población legal corresponde a la población sin duplicidades (Fuente: INSEE [Consultar]) |      |      |      |      |      |      |      |      |      |      |      |      |      |      |      |